# Botryotinia sphaerosperma
Botryotinia sphaerosperma är en svampart som först beskrevs av P.H. Greg., och fick sitt nu gällande namn av N.F. Buchw. 1949. Botryotinia sphaerosperma ingår i släktet Botryotinia och familjen Sclerotiniaceae.   Inga underarter finns listade i Catalogue of Life.